# W. M. Keck Foundation
Pour l’article homonyme, voir Keck.
La fondation W. M. Keck (W. M. Keck Foundation) est une fondation caritative américaine destinée à soutenir la recherche scientifique, la recherche appliquée et la recherche médicale. Elle a été créée en 1954 par William Myron Keck, fondateur et président de la Superior Oil Company (en) (intégrée depuis à ExxonMobil). L'actif de la fondation dépasse le milliard de dollars.

## Histoire
W. M. Keck a piloté sa fondation de 1964 jusqu'à son décès. Son fils Howard B. Keck prit ensuite les rênes jusqu'en 1995. Le petit-fils de Keck, Robert Addison Day, est président depuis 1996.
La fondation offre des financements et des bourses dans les domaines de la recherche scientifique, la recherche appliquée, la recherche médicale et les arts libéraux, la science dans le cycle prégradué.
En 1985, la fondation a en particulier financé à hauteur de 70 millions de dollars la construction de l'observatoire W. M. Keck, sur le Mauna Kea à Hawaii. L'observatoire astronomique mobilise deux télescopes de 10 mètres. En 1999, la fondation donne 110 millions de dollars à l'université de Californie du Sud pour la création d'une école médicale qui est alors baptisée l'école de médecine Keck de l'université de Californie du Sud.
La fondation Keck a été le sponsor de l'émission 1, rue Sésame, sur la télévision publique, de Californie depuis les années 1970.